# Calakmul (község)
Calakmul község Mexikó Campeche államának délkeleti részén. 2010-ben lakossága kb. 27 000 fő volt, ebből mintegy 4000-en laktak a községközpontban, Xpujilban, a többi 23 000 lakos a község területén található 157 kisebb településen élt.

## Fekvése
Az ország egyik legnagyobb területű községe Campeche állam délkeleti sarkában, a guatemalai határ mellett terül el. Felszíne a tenger szintje felett 100–300 méter magasságban fekvő alföld, felülete sokhelyütt hullámos, de csak kis szintkülönbségekkel. Településeinek többsége a községet középen nyugatról keletre átszelő út mentén, illetve a keleti határa mellett húzódó út mellett fekszik. Vízfolyása kevés van: állandó folyója a Concepción, időszakos patakjai közül jelentősebbek az Arrigueña, a Concepción, a Desempeño, az El Blengio, az El Hormiguero, az El Tomatillal, a La Esperanza és a Río Placeres. A község területének elsöprő többségét, mintegy 97%-át őserdő borítja, mezőgazdaságra mindössze 2,5%-ot hasznosítanak.

## Élővilág
A hatalmas területű erdőség 17%-át alacsony (5–15 m), részben lombhullató fákból álló erdő teszi ki, melynek jellemző fajai a guajinal, az habilla, a cojoma és a tepeguaje. Ez az erdőtípus főként az agyagos, mély talajokon alakult ki, míg a sziklásabb részeken magasabb (15–20 m), szintén részben lombhullató erdők nőnek. Ez az erdőtípus mintegy 7%-át fedi a területnek, főbb fajai a ramón, a chicozapote, a mahagóni és a pucte. A 8%-ot kitevő magas (30 m körüli) fajokból álló erdő a kevésbé meredek részeken és a védett bemélyedésekben fordul elő leginkább, itt leggyakoribbak a cédrusok, a palo mulato és a granadillo.
Állatvilága igen gazdag: többek között számos leguán, kígyó, teknős, mosómedve, nyúl, ocelot, mókus, oposszum, pettyes paka, vidra, vaddisznó, tapír, fehérfarkú szarvas, övesállat, majom, oncilla, hangyász, éjimajomféle, jaguár, fácán, borzas sakutyúk, tukánféle, arapapagáj és egyéb papagáj, karvaly, bagoly és pávaszemes pulyka él itt.

## Népesség
A község lakóinak száma a közelmúltban folyamatosan növekedett, a változásokat szemlélteti az alábbi táblázat:
| Év   | Lakosság |
| ---- | -------- |
| 2000 | 23 115   |
| 2005 | 23 814   |
| 2010 | 26 882   |

## Települései
A községben 2010-ben 158 lakott helyet tartottak nyilván, de nagy részük igen kicsi: 72 településen 10-nél is kevesebben éltek. A jelentősebb helységek:
| Település                                 | Lakosság (2010) |
| ----------------------------------------- | --------------- |
| Xpujil (községközpont)                    | 3984            |
| Constitución                              | 1142            |
| Zoh-Laguna (Álvaro Obregón)               | 1074            |
| Pablo García                              | 699             |
| Ingeniero Ricardo Payro Jene (Polo Norte) | 648             |
| Santo Domingo                             | 547             |
| Xbonil                                    | 518             |
| Manuel Castilla Brito                     | 516             |
| Nuevo Conhuás                             | 503             |
| Gustavo Díaz Ordaz (San Antonio Soda)     | 502             |
| Los Ángeles                               | 468             |
| Unión 20 de Junio (Mancolona)             | 449             |
| La Virgencita de la Candelaria            | 435             |
| Cinco de Mayo (Plan de Ayala)             | 434             |
| El Tesoro                                 | 419             |
| Veinte de Noviembre                       | 418             |